# Qingche Hu
Qingche Hu (chinesisch 清澈湖, Pinyin Qīngchè hú – „Klarer See“, tibetisch གསལ་དྭངས་མཚོ ZWPY Saidang Co, Wylie gsal dwangs mtsho) ist ein Salzsee in Ngari im Autonomen Gebiet Tibet der Volksrepublik China. 
Sein östlicher Nachbar ist der Luotuo Hu (chin. 骆驼湖 „Kamelsee“).